# Aiduchi

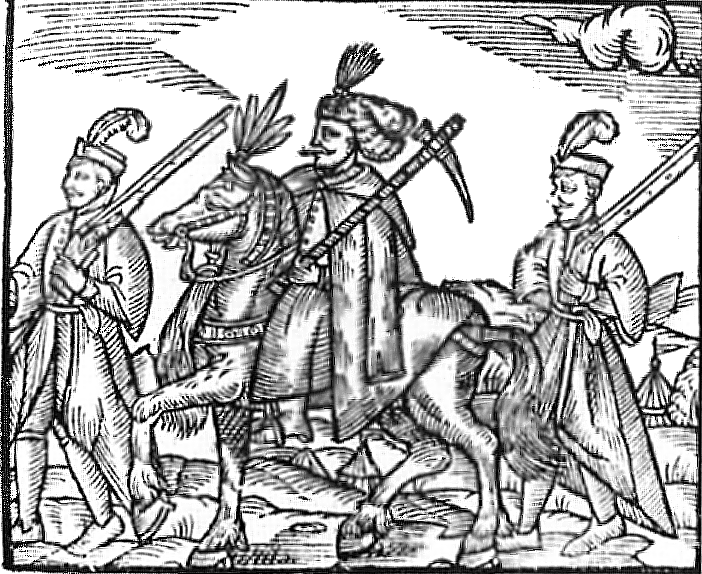
Aiduchi, da un'illustrazione del opera di Bartosz Paprockis (1578). Al centro un Hetman.

Aiduchi, o aiducchi (al singolare aiduco, o aiducco), è un termine di origine ungherese (magiaro. hajdú, plur. hajdúk; croato hajduk, plur. hajduci, montenegrino, serbo hajduk, plur. hajduci) impiegato per indicare formazioni di combattenti balcanici (greci, croati, montenegrini, albanesi, ungheresi, ucraini, serbi, romeni e bulgari) impegnati nella resistenza contro l'impero ottomano, soprattutto a partire dal XVI secolo.
Gli aiduchi risorsero al principio del XVII secolo, quando furono impegnati dalle forze transilvane contro gli Asburgo durante la Rivolta di Bocskai (1604-1605). Come ricompensa per i servigi resi contro le truppe austriache, gli aiduchi ottennero i due distretti di Szabolcs e Bihar. Questi territori confluirono nel 1848 nella contea degli Aiduchi della Transleitania (impero austro-ungarico).

## Etimologia
L'origine della hajduk è ancora argomento di discussione. Secondo alcuni studiosi, la parola deriva dal termine turco haiduk o hayduk, utilizzato nell'Impero ottomano per indicare i soldati di fanteria del Regno d'Ungheria. Altri studiosi trovano l'origine del termine nella parola ungherese hajtó o hajdó (plurale hajtók o hajdók) che significa mandriano. Le due teorie non sono forzatamente contrastanti. Se infatti la matrice turca della parola haiduk o hayduk (bandito) è data per certa, è pur vero che questa parola turca è ritenuta derivare dalla lingua magiara e, più specificatamente, dal termine usato per indicare i mercenari che sorvegliavano la frontiera ottomano-ungherese. Interessante osservare che famiglie croate discendenti da banditi di montagna usano il cognome Hidek, tanto quanto famiglie ungheresi hanno Hajdú come cognome.

## Elenco di famosi aiduchi

### Albania
- Çerçiz Topulli (1880-1915), membro di spicco del Risorgimento albanese ed eroe nazionale.

### Armenia
- Arabo (1863-1893), uno dei primi Fedayyin della Milizia armena;
- Andranik Ozanian (1865-1927), eroe nazionale armeno, fu generale, rivoluzionario ed attivista politico;
- Drastamat Kanayan (1884-1956), indipendentista armeno, fu generale della Armenische Legion di Hitler durante la Seconda guerra mondiale;
- Garegin Njdeh (1886-1955), indipendentista armeno, militò nella Armenische Legion di Hitler; arrestato dagli uomini di Stalin, morì da prigioniero in un carcere dell'Unione Sovietica;
- Monte Melkonian
- Serob Aghpur

### Bulgaria
- Čavdar Vojvoda (XVI sec.), leggendario voivoda degli aiduchi;
- Indže Vojvoda (1755-1821), voivoda degli aiduchi particolarmente attivo nei Balcani orientali;
- Iljo Vojvoda (1805-1898), originario della Macedonia (regione), fu uno dei rappresentanti bulgari alla firma della Pace di Santo Stefano che liberò la Bulgaria dai turchi;
- Angel Vojvoda (1812-ca. 1865)
- Hadži Dimităr (1840-1868)
- Petko Vojvoda (1844-1900), giocò un ruolo fondamentale nella Guerra russo-turca (1877-1878), chiusasi con la Pace di Santo Stefano;
- Karpoš Vojvoda
- Kara Koljo
- Postol Vojvoda

### Croazia
- Ivo Senjanin
- Mijat Tomić
- Andrijica Šimić
- Ivan Bušić Roša
- Petar Mrkonjić
- Šimica Karamatić
- Elia Peraizza
- Stanislav Sočivica

### Romania
- Toma Alimoş (leggendario)
- Gruia lui Novac (leggendario)
- Pintea Viteazul (1670-1703)
- Iancu Jianu (inizio XIX sec.) originario dell'Oltenia, combatté al fianco di Tudor Vladimirescu nella Rivoluzione Valacca (1821);
- Andrei Popa (o Andrii Popa)
- Gheorghe Magheru
- Avram Iancu (1824-1872) è stato un avvocato romeno che figurò tra i capi della Rivoluzione Transilvana (1848-1849); era chiamato Crăişorul Munţilor (il "Principe delle Montagne");
- Terente Haiducul
- Radu Anghel (1827-1866)

### Serbia
- Stari Vujadin
- Hajduk Veljko
- Hajduk Stanko
- Mali Radojica
- Starina Novak (ca. 1530-1601), combatté i turchi nella Lunga Guerra al fianco del voivoda di Valacchia Michele il Coraggioso;
- Jovo Stanisavljević Čaruga
- Stanoje Glavaš
- Bajo Pivljanin
- Komnen Barjaktar
- Pera Tunguz
- Golub Babić
- Draga Mastilović
- Petronije Šišo
- Petar Popović Pecija
- Stojan Čupić
- Deli Marko
- Janko Halabura
- Koca Anđelković

### Grecia
- Theodoros Kolokotronis (1770-1843), eroe della Guerra d'indipendenza greca, raggiunse il grado di generale;
- Geórgios Karaïskákis;
- Markos Botsaris;
- Athanasios Diakos (1788–1821), eroe della Guerra d'indipendenza greca;
- Nikitaras;
- Odysseas Androutsos;
- Antonio Katsantonis;
- Dimitrios Makris.

### Ucraina
- Ustym Karmaliuk